# 皇后區的皇后
《皇后區的皇后》是臺灣歌手葛仲珊的的第三張專輯，由環球音樂於2016年12月22日發佈，主打曲〈皇后區的皇后〉音源在專輯發行前的一個月釋出，並在一週內突破15萬點閱。

## 曲目列表
| 曲序     | 曲目              |                | 作曲                            | 时长  |
| -------- | ----------------- | -------------- | ------------------------------- | ----- |
| 1.       | 搞定小姐          | 葛仲珊         | 葛仲珊、Cookin' Soul            | 3:46  |
| 2.       | Pizza             | 葛仲珊         | 葛仲珊、萬志軒                  | 4:05  |
| 3.       | 皇后區的皇后      | 葛仲珊         | 葛仲珊、剃刀蔣                  | 3:02  |
| 4.       | 你不懂我          | 葛仲珊         | 剃刀蔣                          | 3:33  |
| 5.       | 球鞋蜈蚣          | 葛仲珊、呂士軒 | 葛仲珊、呂士軒、斐立普Felipe Z. | 2:42  |
| 6.       | 大夥騎            | 葛仲珊         | 葛仲珊、Smash Hitta             | 3:05  |
| 7.       | 從黑膠起家        | 葛仲珊         | 葛仲珊、Cookin' Soul            | 3:30  |
| 8.       | 就改天            | 葛仲珊         | Smash Hitta、林欣彥             | 4:54  |
| 9.       | 貪心鬼            | 葛仲珊、武雄   | 葛仲珊、剃刀蔣、林欣彥          | 4:03  |
| 10.      | Party             | 葛仲珊         | 葛仲珊、剃刀蔣                  | 3:30  |
| 11.      | 繼續奮鬥（Outro） | 葛仲珊         | 葛仲珊、Cookin' Soul            | 2:18  |
| 总时长： | 总时长：          | 总时长：       | 总时长：                        | 41:34 |

## 宣傳與發行
葛仲珊與藝人昌璟翔及安心亞於12月12日在行動KTV上宣傳新作，昌璟翔稱歌詞的「我不是你偶像，我是你偶像的偶像」寫得不錯。3日後，葛仲珊在西門町美國街舉行塗鴉牆揭幕活動，葛仲珊在活動過程中表示自己小時候曾在紐約爬到10層樓高塗鴉被抓到，挨罰500元美金（約１萬5500台幣）及20小時勞動服務，從此再也不敢塗鴉。在活動的過程當中，葛仲珊表示主打曲〈皇后區的皇后〉的創作背景是想把自己的實力說出來，也是對之前有人說中文不好的回應。

## 爭議
葛仲珊在此專輯中〈Pizza〉一曲的創作理念為表達自己在某天肚子餓的時候，看到網路上評價不錯的紐約披薩店，抱著期待的心情去用餐卻失望的心情。此曲一出後引起網友的高度關注，遭到影射的店家在事後表示葛仲珊確實有到店裡面消費過，當時還當面跟她解釋他們的披薩和紐約的口味會有些微差異。此曲亦引起饒舌歌手GNO發佈了回嗆歌曲〈吃雷怪物〉抨擊歌詞內容。

## 發行歷史
| 專輯              | 日期           | 形式     | 發行公司 |
| ----------------- | -------------- | -------- | -------- |
| 《皇后區的皇后 》 | 2016年12月2日  | 數位下載 | 環球音樂 |
| 《皇后區的皇后 》 | 2016年12月22日 | CD       | 環球音樂 |

## 獎項紀錄
| 年份 | 活動         | 作品             | 獎項             | 結果 |
| ---- | ------------ | ---------------- | ---------------- | ---- |
| 2017 | 第28屆金曲獎 | 《皇后區的皇后》 | 最佳國語女歌手獎 | 提名 |